# Harmonikainstrument
Harmonikainstrumente, auch Harmonikas oder Harmoniken, sind Durchschlagzungeninstrumente. Diese werden mit der Atmung des Spielers oder über einen Blasebalg mit dem nötigen Luftstrom versorgt, sind somit also Aerophone.

## Übersicht
Die Bezeichnung „Harmonikainstrument“ geht auf die 1761 von Benjamin Franklin erfundene Glasharmonika zurück, die jedoch kein Durchschlagzungeninstrument, sondern ein Reibidiophon ist.
Zu den Harmonikainstrumenten gehören:
- Mundharmonikas und Mundorgeln, mit dem Mund angeblasen
- Blasharmonikas mit Klaviatur, wie Melodica, Triola, Harmonetta, mit dem Mund angeblasen
- Ziehharmonikas (Handzuginstrumente), wie die Akkordeons (Handharmonikas) und das Bandoneon, von einem Balg mit Luft versorgt
- Physharmonika und Harmonium, den Orgeln ähnliche Konzertinstrumente, von einem Balg mit Luft versorgt

## Funktion
Harmonikainstrumente werden angeblasen, um vermittels des Bernoulli-Effektes die vom Mund (reine Blasinstrumente) bzw. durch Drücken einer Taste (Tastenharmonika, also Tasteninstrumente) angeblasene Stimmzunge oder durchschlagende Zunge zum Klingen zu bringen.
Dabei sind die Zungen in Kanzellen angeordnet, zu deren einer Öffnung der Luftstrom herein oder herausströmt und deren zweite Öffnung im Ruhezustand von einer Stimmzunge fast völlig bedeckt ist, die aber durch den benannten Effekt in Schwingung versetzt wird, was zu den tonerzeugenden charakteristischen Luftdruckschwankungen der durchströmenden Luft führt.